# 重装机兵 异传
《重装机兵 异传》是角色扮演游戏系列重装机兵的游戏作品，对应PlayStation 4和PlayStation Vita平台，预定2018年4月在日本发售，第二季度全球發售。

## 玩法
《重装机兵 异传》回归了初代《重装机兵》三人队伍的战斗方式。

## 设定
《重装机兵 异传》是一款重启作品，虽然沿用系列前作“大破坏”、超级电脑“诺亚”等元素，但其时间、舞台等设定和前作不同。《异传》情节设定于2090年代的东京。2033年，人工智能诺亚发动了消灭人类的大破坏，人类组建的防卫军防卫失败。在灭绝前夕，人类集结当时的尖端科技，建造了科学之寨“钢铁基地”。之后，随着大规模的自然灾害爆发、以灭绝人类为目的的怪物“诺亚之子”（SoNs）的诞生，到2090年代时，人类已面临灭亡的危险，钢铁基地成为人类最后的据点。
游戏的主要角色有三人：塔利斯是游戏主人公，因双亲和养育他的猎人基德被诺亚之子杀害，而踏上复仇的道路，身体左手等处被改造为机械；托尼是为主人公所救的孤儿少女。尤吉是擅长修理的机械师。

## 制作
《重装机兵4 月光的歌姬》发行后，重装机兵系列制作人宫冈宽结识了《重装机兵 异传》的开发团队。在手机游戏《重装机兵 花火》开发后，团队打算制作一款家用机游戏。因《重装机兵4》融入了历代作品的要素，但销量并并不理想，宫冈决定“回归原点”，制作一款不同的《重装机兵》。
《重装机兵 异传》2017年10月20日，索尼PlayStation官方YouTube上公布了一个预告片，影片末尾出现了“真·世纪末RPG”字样。